# Wells (Maine)
Wells ist eine Town im York County im US-Bundesstaat Maine. Im Jahr 2020 lebten dort 11.314 Einwohner in 9.366 Haushalten,  in den Vereinigten Staaten werden auch Ferienwohnungen als Haushalte gezählt, auf einer Fläche von 190,6 km².

## Geographie
Nach dem United States Census Bureau hat Wells eine Gesamtfläche von 190,6 km², von der 149,1 km² Land sind und 41,6 km² aus Gewässern bestehen.

### Geographische Lage
Wells liegt im Süden des York Countys, am Atlantischen Ozean. Der Hafen von Wells wird durch das Mündungsdelta mehrerer Flüsse gebildet und ist durch eine vorgelagerte Landzunge geschützt. Es gehören auch einige Inseln zum Gebiet der Town, die bekannteste ist Drakes Island.  Mehrere Flüsse durchziehen das Gebiet. Es ist eher eben, ohne größere Erhebungen.

### Nachbargemeinden
Alle Entfernungen sind als Luftlinien zwischen den offiziellen Koordinaten der Orte aus der Volkszählung 2010 angegeben.
- Norden: Sanford, 16,3 km
- Nordosten: Kennebunk, 10,0 km
- Süden: Ogunquit, 9,6 km
- Südwesten: South Berwick, 13,2 km
- Westen: North Berwick, 12,7 km

### Stadtgliederung
In Wells gibt es mehrere Siedlungsgebiete: Bald Hill Crossing, Buffam Hill, Charles Chase Corner, Chicks, Cozy Corners, Drakes Island, Elms, Grays Corner, Highpine, Hobbs Crossing, Merryland, Moody, Moody Beach, Moody Point, Parsonage Corner, Perkins Town, Saywards Corner, Tatnic, Webhannet, Wells Beach und Wells Branch.

### Klima
Die mittlere Durchschnittstemperatur in Wells liegt zwischen −6,1 °C (21 °F) im Januar und 20,6 °C (69 °F) im Juli. Damit ist der Ort gegenüber dem langjährigen Mittel der USA um etwa 9 Grad kühler. Die Schneefälle zwischen Oktober und Mai liegen mit bis zu zweieinhalb Metern mehr als doppelt so hoch wie die mittlere Schneehöhe in den USA; die tägliche Sonnenscheindauer liegt am unteren Rand des Wertespektrums der USA.

## Geschichte
Wells war die dritte Gemeinde, die in Maine gegründet wurde. Die Gründung fand am 5. Juli 1653 statt. Zuvor gehörte das Gebiet zur Town Webbannet. Aus dem Gebiet wurde 1820 Kennebunk und 1980 Ogunquit als eigenständige Towns gegründet. Teile von Kennebunk wurden 1868 wieder hinzugenommen. Benannt wurde Wells von Sir Ferdinando Gorges nach Wells in England. Die Besiedlung startete im Jahr 1641. Die Province of Massachusetts Bay errichtete 1699, nachdem es Maine als Provinz erworben hatte, einen Gerichtshof ein, der alle Strafanzeigen behandelte und zweimal im Jahr in Wells sowie zweimal im Jahr in York zusammentrat. Wells ist die einzige Town in Maine, die während der Franzosen- und Indianerkriege nicht erobert wurde.
Wells konnte nach der amerikanischen Revolution und dem Krieg von 1812 durch Fischerei und den Export von Holz nach Europa sowie den Handel mit Europa und Westindien florieren. Postkutschenrouten führte durch Wells und im Jahr 1825 gab es acht Tavernen für die Reisenden. Ab 1840 wurde Wells zudem durch die Eisenbahn erschlossen. Es lag an der ehemaligen Bahnstrecke Portland–Portsmouth und der noch im Betrieb befindlichen Bahnstrecke Cummings–Portland.
Durch die Eisenbahn entwickelte sich in Wells der wirtschaftlich für die Town bedeutende Tourismus.

### Einwohnerentwicklung
| Volkszählungsergebnisse – Town of Wells, Maine | Volkszählungsergebnisse – Town of Wells, Maine | Volkszählungsergebnisse – Town of Wells, Maine | Volkszählungsergebnisse – Town of Wells, Maine | Volkszählungsergebnisse – Town of Wells, Maine | Volkszählungsergebnisse – Town of Wells, Maine | Volkszählungsergebnisse – Town of Wells, Maine | Volkszählungsergebnisse – Town of Wells, Maine | Volkszählungsergebnisse – Town of Wells, Maine | Volkszählungsergebnisse – Town of Wells, Maine | Volkszählungsergebnisse – Town of Wells, Maine |
| Jahr                                           | 1700                                           | 1710                                           | 1720                                           | 1730                                           | 1740                                           | 1750                                           | 1760                                           | 1770                                           | 1780                                           | 1790                                           |
| ---------------------------------------------- | ---------------------------------------------- | ---------------------------------------------- | ---------------------------------------------- | ---------------------------------------------- | ---------------------------------------------- | ---------------------------------------------- | ---------------------------------------------- | ---------------------------------------------- | ---------------------------------------------- | ---------------------------------------------- |
| Einwohner                                      |                                                |                                                |                                                |                                                |                                                |                                                |                                                |                                                |                                                | 3070                                           |
| Jahr                                           | 1800                                           | 1810                                           | 1820                                           | 1830                                           | 1840                                           | 1850                                           | 1860                                           | 1870                                           | 1880                                           | 1890                                           |
| Einwohner                                      | 3692                                           | 4489                                           | 2660                                           | 2978                                           | 2978                                           | 2945                                           | 2878                                           | 2773                                           | 2450                                           | 2029                                           |
| Jahr                                           | 1900                                           | 1910                                           | 1920                                           | 1930                                           | 1940                                           | 1950                                           | 1960                                           | 1970                                           | 1980                                           | 1990                                           |
| Einwohner                                      | 2007                                           | 1908                                           | 1943                                           | 2047                                           | 2144                                           | 2321                                           | 3528                                           | 4448                                           | 8211                                           | 7778                                           |
| Jahr                                           | 2000                                           | 2010                                           | 2020                                           | 2030                                           | 2040                                           | 2050                                           | 2060                                           | 2070                                           | 2080                                           | 2090                                           |
| Einwohner                                      | 9400                                           | 9589                                           | 11314                                          |                                                |                                                |                                                |                                                |                                                |                                                |                                                |

## Kultur und Sehenswürdigkeiten

### Bauwerke
In Wells wurden mehrere Bauwerke unter Denkmalschutz gestellt und ins National Register of Historic Places aufgenommen.
- Emery House, 1979 unter der Register-Nr. 79000176.[9]
- Austin-Hennessey Homestead, 1979 unter der Register-Nr. 79000171.[10]
- Division No. 9 School, 1995 unter der Register-Nr. 95001463.[11]
- Dorfield Farm, 1979 unter der Register-Nr. 79000172.[12]
- Early Post Office, 1979 unter der Register-Nr. 79000173.[13]
- Eaton House, 1979 unter der Register-Nr. 79000174.[14]
- Former First Congregational Church, 1991 unter der Register-Nr. 91000768.[15]
- Hatch House, 1979 unter der Register-Nr. 79000179.[16]
- Laudholm Farm, 1983 unter der Register-Nr. 83003702.[17]
- Libby's Colonial Tea Room, 2001 unter der Register-Nr. 99000769.[18]
- Littlefield Homestead, 1979 unter der Register-Nr. 79000182.[19]
- Littlefield Tavern, 1979 unter der Register-Nr. 79000186.[20]
- Littlefield-Chase Farmstead, 1979 unter der Register-Nr. 79000183.[21]
- Littlefield-Dustin Farm, 1979 unter der Register-Nr. 79000184.[22]
- Littlefield-Keeping House, 1979 unter der Register-Nr. 79000185.[23]
- Lord Farm, 1979 unter der Register-Nr. 79000187.[24]
- Mill House, 1979 unter der Register-Nr. 79000188.[25]
- Spiller Farm Paleoindian Site, 2003 unter der Register-Nr. 03000922.[26]
- Wells Baptist Church Parsonage, 1979 unter der Register-Nr. 79000191.[27]
- Wells Homestead, 1979 unter der Register-Nr. 79000193.[28]

## Wirtschaft und Infrastruktur

### Verkehr
Die Interstate 95 und parallel zu ihr der U.S. Highway 1 und die Maine State Route 9 verlaufen in nordsüdlicher Richtung durch das Gebiet der Town. Sie werden von der Maine State Route 98 und Maine State Route 109 gekreuzt.

### Öffentliche Einrichtungen
Es befinden sich keine medizinischen Einrichtungen in Wells. Die nächstgelegenen befinden sich in North Berwick, York und Somersworth.
Die Wells Public Library liegt an der Post Road.

### Bildung
Wells gehört mit Ogunquit zum Wells-Ogunquit CSD.
Im Schulbezirk werden folgende Schulen angeboten:
- Wells Elementary School in Wells mit Klassen vom Kindergarten bis zum 4. Schuljahr
- Wells Junior High School in Wells mit Klassen vom 5. bis 8. Schuljahr
- Wells High School in Wells mit Klassen vom 9. bis 12. Schuljahr

Zudem befindet sich die Historical Society of Wells and Ogunquit (1862) ebenfalls in Wells.

## Persönlichkeiten

### Söhne und Töchter der Stadt
- John Fairfield Scamman (1786–1858), Politiker
- John Storer (1796–1867), Kaufmann und Philanthrop
- Nathaniel Littlefield (1804–1882), Politiker
- Daniel W. Gooch (1820–1891), Politiker und Gouverneur des Arizona-Territoriums

### Persönlichkeiten, die vor Ort gewirkt haben
- Lamont A. Stevens (1849–1920), Politiker und Maine State Auditor